# Acrochordopus
Acrochordopus is een geslacht van zangvogels uit de familie tirannen (Tyrannidae). Eerder werden de soorten in dit geslacht gerekend tot het geslacht Phyllomyias.

## Soorten
Het geslacht kent de volgende twee soorten:
- Acrochordopus burmeisteri – Ruigpootvliegenpikker
- Acrochordopus zeledoni – Zeledons vliegenpikker